# Грег Джинн
Ґреґорі Реджис Джинн (англ. Gregory Regis Ginn, [ˈɡɪn] GHIN,) — американський музикант, найбільш відомий як фронтмен, основний автор пісень, гітарист хардкор-панк гурту Black Flag, який він заснував і очолював з 1976 по 1986 рік, і знову в 2003 році. У 2013 році гурт оголосив про чергове возз'єднання. Після розпаду Black Flag, Джинн записував сольні альбоми та виступав з такими гуртами, як October Faction, Gone, Confront James, Mojack та іншим. Джинн був 99-м у списку «100 найкращих гітаристів усіх часів» журналу Rolling Stone.

## Особисте життя
Джинн народився 8 червня 1954 року в Тусоні. Коли йому було 12 років, він заснував компанію електроніки Solid State Tuners в Ермоса-Біч. Він також був радіоаматором. Джинн став вегетаріанцем у віці 17 років у 1971 році та є веганом з 1998 року.
Джинн є старшим братом художника Реймонда Джинна (Raymond Ginn), який відомий під псевдонімом Реймонд Петтібон (Raymond Pettibon).
Джинн володіє техаським незалежним звукозаписним лейблом SST Records (SST), який став продовженням його першої компанії Solid State Tuners.
10 жовтня 2014 року Марина Джинн (Marina Ginn) подала клопотання до окружного суду округу Вільямсон, штат Техас. Вона просила суд призначити її «єдиним опікуном» їхніх доньок Айседори, 10 років, і Каріс, 7 років, і просила суд надати їй «виключне право на створення основного місця проживання» для дітей.
Згідно з судовими документами, Марина Джинн звинуватила Ґреґа Джинна у жорстокому поводженні з дітьми та прагне позбавити його доступу до їхніх доньок.
У документі стверджується, що діти «скаржилися на те, що останнім часом його поведінка стає все більш непостійною, що він весь час відмовляє їм у їжі та погрожує їм, що він все частіше зловживає алкоголем і наркотиками у них на очах, і що вони були свідками зіткнень і фізичних нападів. насильства в будинку, де вони живуть».
Далі стверджується, що Ґреґ «змушував [дітей] робити прибирання до 2 години ночі», «замикав [їх] у кімнаті наодинці без зв’язку із зовнішнім світом через мобільний телефон чи електронну пошту», і що він «жбурляв воду з чашки їм у обличчя». 
Згідно з документом, Ґреґ казав своїм донькам: «ти гаряча» і «свистів до них», а також казав їм, що «вони товстішають і їм потрібно схуднути, і що їхні дієти повинні бути більш жорсткими».
Колишній учасник Black Flag Рон Рейес (Ron Reyes) згодом дав свідчення в суді на підтримку звинувачень Марини Джинн.

## Black Flag

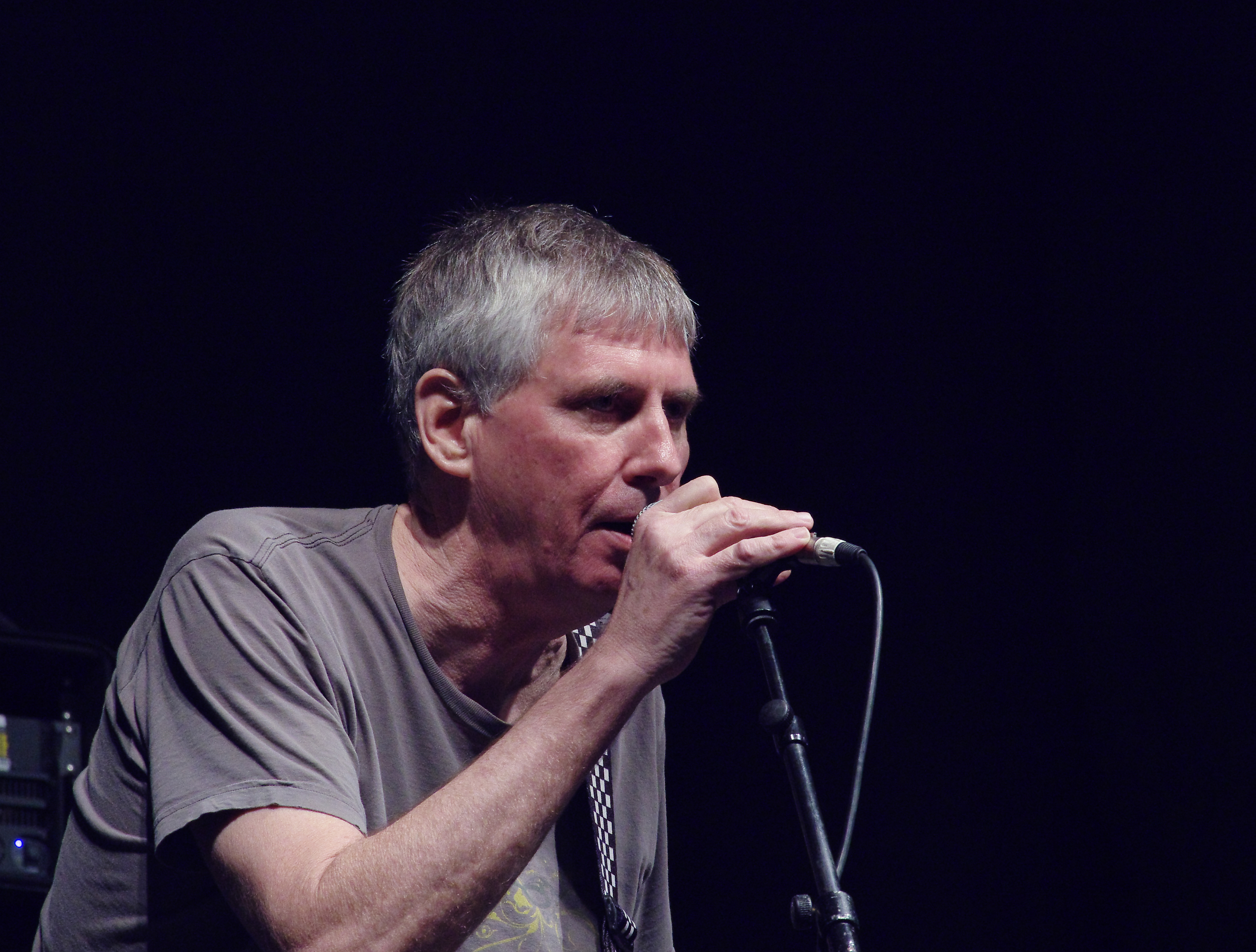
Джинн виступає з Black Flag у 2013 році

Black Flag — американський хардкор-панк гурт, створений у 1976 році в Ермоса-Біч. Гурт був заснований Ґреґом Джинном, гітаристом, основним автором пісень і єдиним безперервним учасником гурту. Гурт вважається одними з перших хардкор-панк гуртів. Після розпаду в 1986 році Black Flag ненадовго возз’єдналися в 2003 і знову в 2013. 
У своїй музиці Black Flag змішав сиру простоту Ramones із атональними гітарними соло й частими змінами темпу.
Тексти пісень писав переважно Джинн. 
Подібно до інших панк-рок гуртів кінця 1970-х та початку 80-х років, Black Flag висловив анти-авторитарну і нонконформістську позицію, яка в піснях перемежовується з описами соціальної ізоляції, неврозу, бідності та параної.
Ці теми розвинув Генрі Роллінз, коли приєднався до гурту як вокаліст 1981 року. Більшість матеріалу гурту вийшла на незалежному лейблі SST Records.

## Використання псевдоніма
«Дейл Ніксон» ("Dale Nixon") — це псевдонім анонімності (або багаторазове ім’я), який спочатку використовував Джинн, щоб приховати той факт, що він грав на бас-гітарі на пізніших альбомах гурту Black Flag, My War і What The... 
Відтоді його використовували інші виконавці (зазвичай панки), щоб з’являтися в альбомах, не порушуючи контрактів із звукозаписними лейблами, які передбачають ексклюзивність лейбла.
Інші виконавці, які використовують псевдонім анонімності «Дейл Ніксон»: Дейв Ґрол (Dave Grohl), який замінив барабанщика для альбому гурту Melvins 1992 року, King Buzzo;
Браян Бейкер (Brian Baker), учасник Minor Threat, його називають «Дейлом Ніксоном» на альбомі гурту Dag Nasty 1992 року, Four on the Floor.
Псевдонім знову з'являється в альбомі Райана Адамса (Ryan Adams) Orion — це, ймовірно, сам Адамс або його звукорежисер Чарлі.

## Спадщина
Багато виконавців згадували про вплив Джинна або висловлювали своє захоплення ним, зокрема:
Базз Осборн (Buzz Osborne) із Melvins,
Омар Родрігес-Лопес (Omar Rodríguez-López) із The Mars Volta,
Вільям Дюваль (William DuVall) із Alice in Chains,
Бен Вайнман (Ben Weinman) із The Dillinger Escape Plan,
Курт Баллоу (Kurt Ballou) з Converge,
Джастін Сейн (Justin Sane) з Anti-Flag,  
Р. М. Хабберт (RM Hubbert),
Білл Келлігер (Bill Kelliher) з Mastodon,
Зак Блер (Zach Blair) з Rise Against,
Weasel Walter,
Ендрю Вільямс (Andrew Williams) з Every Time I Die,
Лоран Барнард (Laurent Barnard) з Gallows і Нік Рейнхарт (Nick Reinhart) з Tera Melos.

## Обладнання

### Гітари
Найпершою гітарою Джинна була електрогітара Ampeg Dan Armstrong. Згодом він почав використовувати гітари Westone Spectrum SX і Modulus Graphite Black Knife Stratocaster у наступних альбомах.

### Підсилювачі
Він грав на обох гітарах через головний підсилювач Peavey Series 260 Standard PA та басовий кабінет Ampeg SVT-410HLF.

### Ефекти
Джинн ніколи не використовує жодних педалей ефектів чи дисторшну, як це зображено на міні-альбомі Nervous Breakdown.

## Дискографія

### Solo
- Getting Even LP (Cruz Records, 1993)
- Dick LP (Cruz Records, 1993)
- Payday EP (Cruz Records, 1993)
- Don't Tell Me EP (Cruz Records, 1994)
- Let It Burn (Because I Don't Live There Anymore) LP (Cruz Records, 1994)
- Bent Edge LP (SST Records, 2007) — with The Taylor Texas Corrugators
- Goof Off Experts LP (SST Records, 2008) — with The Taylor Texas Corrugators
- Freddie 7" (Electric Cowbell, 2010) — with The Taylor Texas Corrugators
- Legends of Williamson County LP (SST Records, 2010) — with The Taylor Texas Corrugators
- We Are Amused LP (SST Records, 2011) — with The Royal We
- We Are One 12" (SST Records, 2011) — with The Royal We
- Fearless Leaders LP (SST Records, 2013) — with The Royal We

### Black Flag
- Nervous Breakdown EP (SST Records, 1979)
- Jealous Again EP (SST Records, 1980)
- Six Pack EP (SST Records, 1981)
- Louie, Louie single (Posh Boy Records, 1981)
- Damaged LP (SST Records/Unicorn Records, 1981)
- TV Party single (SST Records/Unicorn Records, 1982)
- Everything Went Black double LP (SST Records, 1983)
- The First Four Years compilation LP (SST Records, 1983)
- My War LP (SST Records, 1983)
- Family Man LP (SST Records, 1984)
- Slip It In LP (SST Records, 1984)
- Live '84 live cassette (SST Records, 1984)
- Loose Nut LP (SST Records, 1985)
- The Process of Weeding Out EP (SST Records, 1985)
- In My Head LP (SST Records, 1985)
- Who's Got the 10½? live LP (SST Records, 1986)
- Annihilate This Week live EP (SST Records, 1987)
- I Can See You EP (SST Records, 1989)
- What The... LP (SST Records, 2013)

### Minutemen
- Paranoid Time EP (SST Records, 1980) (Producer)

### SWA
- Your Future (If You Have One) LP (SST Records, 1985) (Producer)

### October Faction
- October Faction live LP (SST Records, 1985)
- Second Factionalization LP (SST Records, 1986)

### Tom Troccoli's Dog
- Tom Troccoli's Dog LP (SST Records, 1985)

### Gone
- Let's Get Real, Real Gone for a Change LP (SST Records, 1986)
- Gone II — But Never Too Gone! LP (SST Records, 1986)
- Criminal Mind LP (SST Records, 1994)
- Smoking Gun remix EP (SST Records, 1994)
- All the Dirt That's Fit to Print LP (SST Records, 1994)
- Damage Control remix EP (SST Records, 1995)
- Best Left Unsaid LP (SST Records, 1996)
- Country Dumb LP (SST Records, 1998)
- The Epic Trilogy double CD (SST Records, 2007)

### Minuteflag
- Minuteflag EP (SST Records, 1986)

### Lawndale
- Sasquatch Rock LP (SST Records, 1987) (guest)

### Rig
- Belly to the Ground LP (Cruz Records, 1994) (Producer, guest)

### Mojack
- Merchandizing Murder CD (SST Records, 1995)
- Home Brew CD (SST Records, 1997)
- Rub-A-Dub CD (SST Records, 2003, unreleased)
- Under The Willow Tree CD (SST Records, 2007)
- The Metal Years CD (SST Records, 2008)
- Hijinks CD (SST Records, 2011)
- Car CD (SST Records, 2013)

### Hor
- House CD (SST Records, 1995)
- Slo N' Sleazy CD (SST Records, 1996)
- A Faster, More Aggressive Hor CD (SST Records, 1998)
- Bash CD (SST Records, 2003, unreleased)
- Culture Wars CD (SST Records, 2010)

### Confront James
- Test One Reality CD (SST Records, 1995)
- Just Do It CD (SST Records, 1995)
- Ill Gotten Hatred CD (SST Records, 1996)
- Chemical Exposure CD (SST Records, 1996)
- Black Mountain Bomb CD (SST Records, 1997)
- We Are Humored CD (SST Records, 2003, unreleased)

### El Bad
- Bad Motherfucker CD (SST Records, 1996)
- Trick or Treat CD (SST Records, 1997)

### Hotel X
- Uncommon Ground CD (SST Records, 1996) (guest)

### Bias
- Model Citizen CD (SST Records, 1997)

### Get Me High
- Taming the Underground CD (SST Records, 1997)

### Killer Tweeker Bees
- Tweaker Blues CD (SST Records, 1997)

### Fastgato
- Feral CD (SST Records, 2003, unreleased)

### Limey LBC
- Life of Lime CD (SST Records, 2003, unreleased)

### The Perfect Rat
- Endangered Languages CD (Alone Records, 2007)

### Jambang
- Connecting CD (SST Records, 2008)
- 200 Days in Space DVD (SST Records, 2010)

### Ten East
- Robot's Guide to Freedom CD (Lexicon Devil, 2008)

### Libyan Hit Squad/Round Eye
- "Full Circle" EP (Ripping Records, 2010) (Guest)

### Good for You
- Life Is Too Short Not Hold a Grudge LP (SST Records, 2013);
- Too! LP (SST Records, 2013);
- Fucked Up "7" (SST Records, 2013);
- Full Serving (SST Records, 2013).